# Holothuria portovallartensis
Holothuria portovallartensis is een zeekomkommer uit de familie Holothuriidae.
De wetenschappelijke naam van de soort werd in 1954 gepubliceerd door M.E. Caso.